# 东山镇 (舟曲县)
东山镇，是中华人民共和国甘肃省甘南藏族自治州舟曲县下辖的一个乡镇级行政单位。
2017年3月15日，甘肃省民政厅批复同意撤销东山乡，设立东山镇。

## 行政区划
东山镇下辖以下地区：
石家山村、韩家沟村、真节村、坪里村、店子湾村、鲁家村、罗家村、湾里村、井坪村、石磊村、辽暖村、杨家村、中牌村、下庄村、毛家村和谢家村。